# Andrés Bonifacio

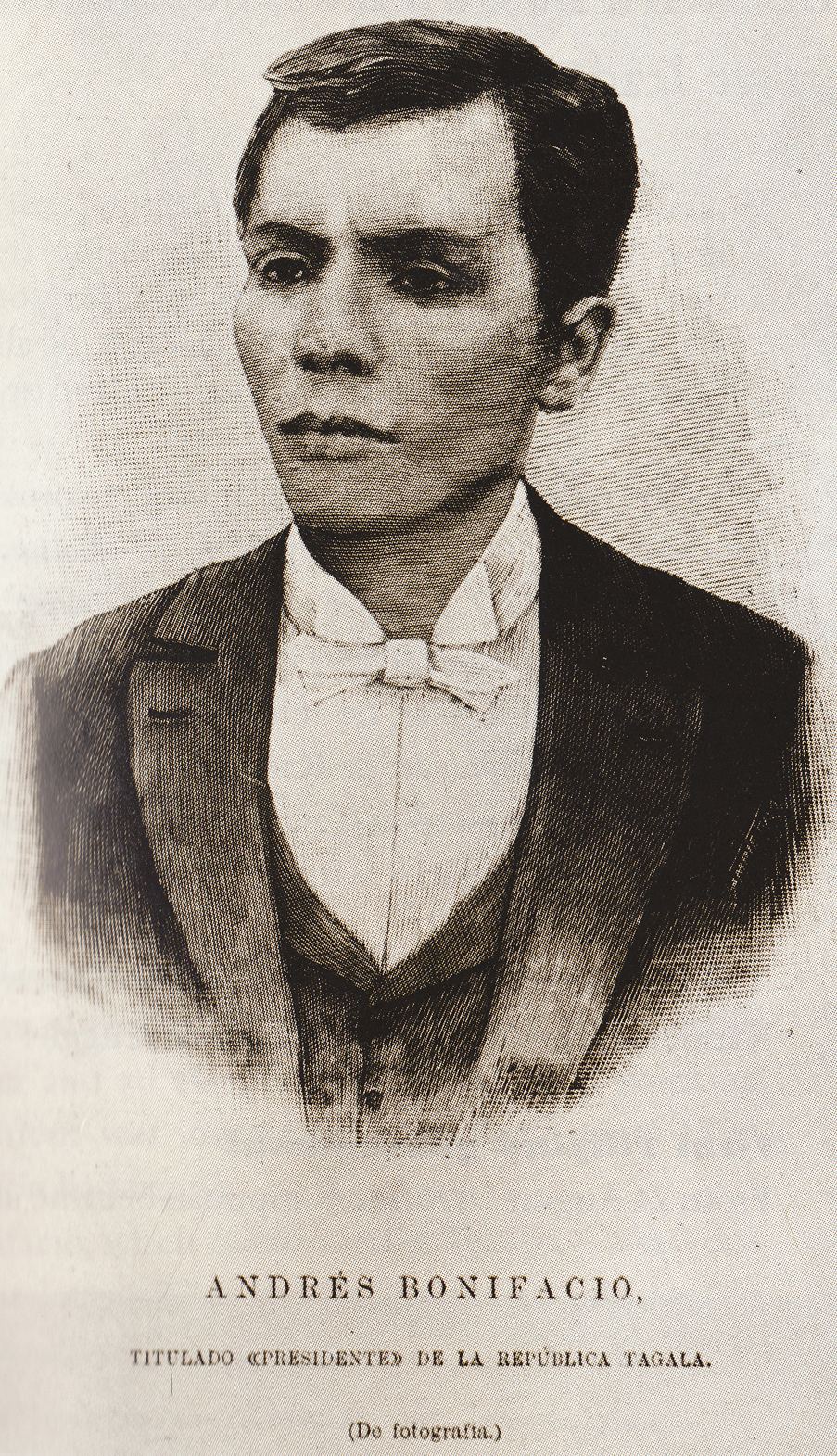

Andrés Bonifacio y de Castro (Tondo (Manilla), 30 november 1863 - Maragondon, 10 mei 1897) was een Filipijnse revolutionair en een van de belangrijkste leiders van de Filipijnse revolutie eind 19e eeuw tegen de Spaanse koloniale overheersing. Hij wordt wel gezien als de "Vader van de Filipijnse revolutie" en wordt beschouwd als een van de meest invloedrijke nationale helden uit de Geschiedenis van de Filipijnen. Bonifacio was de oprichter van de Katipunan. Deze organisatie had als doelstelling om onafhankelijkheid van Spanje te bewerkstelligen.
Op 22 maart 1897 kozen de leiders van de Filipijnse revolutionaire beweging tijdens een conventie in Tejeros zijn grote rivaal Emilio Aguinaldo tot president van de Filipijnse Republiek. Daarop richtte Bonifacio enkele dagen later, in Naik, zelf ook een regering op, met hemzelf als president. Hierop werd Bonifacio aangeklaagd en schuldig bevonden voor hoogverraad. Aquinaldo aarzelde om het doodsvonnis ten uitvoer te brengen, maar werd uiteindelijk overgehaald. Bonifacio werd uiteindelijk samen met zijn broer op 10 mei 1897 geëxecuteerd in de bergen van Maragondon.
- Biblioteca Nacional de España: XX1457837
- Gemeinsame Normdatei: 118961411
- International Standard Name Identifier: 0000 0000 8080 6362
- Library of Congress Control Number: n85372025
- Nationale Bibliotheek van Israël: 987007278176405171
- Nederlandse Thesaurus van Auteursnamen: 070333645
- Système universitaire de documentation: 224195743
- Virtual International Authority File: 811657
- WorldCat: E39PBJyxhtyKy7RQKwhVHWpMfq